# Norr-Tallsjön
Norr-Tallsjön är en sjö i Vilhelmina kommun i Lappland och ingår i Gideälvens huvudavrinningsområde. Sjön är 3,9 meter djup, har en yta på 0,351 kvadratkilometer och befinner sig 423 meter över havet. Sjön avvattnas av vattendraget Tallsjöbäcken.
Norr-Tallsjön är åtskild från Sör-Tallsjön av en smal landremsa som består av sumpskog och båda sjöarna befinner sig på samma höjd över havet.

## Delavrinningsområde
Norr-Tallsjön ingår i det delavrinningsområde (715453-158261) som SMHI kallar för Utloppet av Norr-Tallsjön. Medelhöjden är 490 meter över havet och ytan är 16,28 kvadratkilometer. Det finns inga avrinningsområden uppströms utan avrinningsområdet är högsta punkten. Tallsjöbäcken som avvattnar avrinningsområdet har biflödesordning 3, vilket innebär att vattnet flödar genom totalt 3 vattendrag (Gideån, Gigån och Gideälven) innan det når havet efter 224 kilometer. Avrinningsområdet består mestadels av skog (81 procent). Avrinningsområdet har 0,35 kvadratkilometer vattenytor vilket ger det en sjöprocent på 2,1 procent.